# 260
260是259與261之間的自然數。

## 在數學中
- 合數，正因數有1、2、4、5、10、13、20、26、52、65、130和260。
質因數分解為{\displaystyle 2^{2}\times 5\times 13}。
- 第60個過剩數，真因數和為328，盈度為68。前一個為258、下一個為264。
  - 第61個半完全數，和為本身的其中一組因數為4、 5、 10、 13、 20、 26、 52、 130。前一個為258、下一個為264。
- 十进制的奢侈數。
- 半完全數：260=13+52+65+130
  - 十一边形數
- 8階幻方的幻方常数
- 本杰明·富兰克林设计的富兰克林魔方（Franklin magic square）與260的關係：
  - 每行、每列的和都是260
  - 每半行、半列的和都是260的一半
  - 兩對角線的和是260的兩倍
  - 四個角和中心四個數的和是260
  - 16到10，再從23到17所形成 ∧ 形狀的折線和是260，且所有與此類似的折線上的數字和也都是260

## 在人類文化中
- 瑪雅曆中的「神曆」（卓爾金曆），每年260天，晚期的阿茲特克神聖曆與此類似
- 宜蘭市的郵遞區號為260
- 尚比亞的國際電話區號為260
- 印第安納州的部分地區北美洲電話區號為260
- 美國國道260是美國國道60的支線，現為美國國道180西部的一部分
- XM312重機槍的發射速率為260發／分鐘
- 泛美金字塔的高度為260公尺
- 行列輸入法的字根總共有260個
- 甄文達於1978年在23天內共錄製260集節目，錄後他離開加拿大赴美
- Ikarus 260，匈牙利Ikarus生產的中置引擎巴士車款，曾由台北市公車處於1992年大量引進

## 在科學中
- 聚四氟乙烯在260℃以上就會變質
- 七氟丙烷微溶於水（260mg/L）
- 航空煤油的露天燃燒溫度為260~315℃

## 在地理中
- 伊斯帕尼奧拉島全島東西長660公里，南北最寬處為260公里
- 雪山山脈長約260公里，寬約28公里

## 在天文中
- NGC 260 是仙女座的一個星系
- 巨蟹座55的巨蟹座55f公轉週期為260±1.1天
- 1811年大彗星是19世紀著名的長週期彗星，肉眼可以直接觀察彗星的時間長達260天
- 指人馬座A*可能是在銀河系中心的超大質量黑洞，可能有260萬倍的太陽質量

## 在其他領域中
- 西元260年和前260年
- 中紫紅的HSV為（260°, 49%, 86%）
- 紫水晶色的HSV為（260°, 75%, 80%）